# Perzisch lantaarntje
Het Perzisch lantaarntje (Ischnura intermedia) is een juffer uit de familie van de waterjuffers (Coenagrionidae).
De wetenschappelijke naam van de soort werd in 1974 gepubliceerd door Henri J. Dumont. De Nederlandstalige naam is ontleend aan Veldgids Libellen.